# Иустин (Еремич)
Епи́скоп Иусти́н Еремич (серб. Јустин Јеремић; род. 22 июня 1982, Рума) — епископ Сербской православной церкви, епископ Западноевропейский.

## Биография
Родился 22 июня 1982 года в Руме. Он окончил начальную школу в родном городе, откуда по благословению епископа Сремского Василия поступил в Духовную семинарию святого Арсения Сремаца в Сремских Карловцах.
Прилежание к богословию и любовь к богослужению, а также к монашеской жизни определили дальнейший жизненный путь молодого богослова, поэтому епископ Василий (Вадич) решил, что до окончания пятого класса, в марте 2002 года, он будет пострижен в монастыре Велика Ремета на Фрушка-Горе.
Вскоре после этого, в праздник Благовещения был рукоположён в сан иеродиакона в монастыре Крушедол. После семинарии, которую он окончил как лучший ученик своего курса, он поступил в Московскую духовную академию по рекомендации епископа. Перед отъездом в Москву, в октябре 2002 года, он был рукоположён в сан иеромонаха в монастыре Велика-Ремета.
Во время учёбы у него развилась особая любовь к литургии, поэтому на четвёртом курсе обучения он был назначен преподавателем литургической практики в Покровской академической церкви МДА, в которой он обучал новопосвященных священников-студентов Типикону и правильному совершению богослужения Русской православной церкви, которое отличалось от сербского.
В 2006 году он окончил духовную академию, защитив диссертацию на тему «Исихазм в сербском монашестве в XIII—XIV веках». Во время учёбы, как лучший иностранный студент, он был удостоен специальной стипендии от Фонда патриарха Московского и всея Руси Алексея I.
По возвращении из Москвы в 2006 году он был приписан к братии заброшенного монастыря Старо-Хопово на Фрушка-Горе. Несмотря на трудности, молодость и неопытность, ему удалось вместе со своими собратьями восстановить эту святыню, которая была заброшена со Второй мировой войны как материально, так и духовно.
По благословению епископа Сремского Василия и Архиерейского синода Сербской православной церкви в 2008 году он был направлен в аспирантуру на богословский факультет Афинского университета, где оставался до 2013 года, когда по благословению епископа Западноевропейского епископа Луки переехал в Париж. Он служил приходским священником в Лионе и Дижоне, а также в приходе Святого Саввы в Париже.
27 января 2015 года в кафедральном храме Святого Саввы был удостоен чина протосинкелла, а 30 октября 2016 года в храме Святой Параскевы в Бонди, пригороде Парижа, был возведён в сан архимандрита.
29 май 2021 года решением Архиерейского собора Сербской православной церкви на очередной сессии избран титулярным епископом Хвостанским, викарием Патриарха Сербского.
12 сентября 2021 года в соборе Святого Саввы в Белграде был рукоположён во епископа. Хиротонию совершили патриарх Сербский Порфирий, архиепископ Охридский и митрополит Скопский Иоанн (Вранишковский), епископ Сремский Василий (Вадич), епископ Банатский Никанор (Богунович), епископ Бачский Ириней (Булович), епископ Британско-Скандинавский Досифей (Мотика), епископ Враньский Пахомий (Гачич), епископ Шумадийский Иоанн (Младенович), епископ Зворницко-Тузланский Фотий (Сладоевич), епископ Милешевский Афанасий (Ракита), епископ Нишский Арсений (Главчич), епископ Буэнос-Айресский и Южноамериканский Кирилл (Бойович), епископ Далматинский Никодим (Косович), епископ Осечкопольский и Бараньский Херувим (Джерманович), епископ Валевский Исихий (Рогич), епископ Моравицкий Антоний (Пантелич), епископ Стобийский Давид (Нинов), епископ Ремезианский Стефан (Шарич), епископ Диоклийский Мефодий (Остоич), епископ Топлицкий Иерофей (Петрович), епископ Георгий (Джокич) и епископ Константин (Джокич).
21 мая 2022 года на очередном заседании Священного Архиерейского Собора Сербской Православной Церкви избран епископом Западно-Европейским. 9 октября 2022 года в Соборе Святого Саввы в Париже Патриарх Порфирий возглавил его интронизацию.